# Rymosia
Genre
Rymosia est un genre d'insectes diptères de la famille des Mycetophilidae.

## Classifciation
Le genre Rymosia est décrit par Johannes Winnertz en 1863,.

## Répartition
Les espèces de ce genre se trouvent en Europe, en Russie, au Japon et en Amérique.

## Espèces fossiles
Selon Paleobiology Database en 2023, le nombre d'espèces fossiles, dans le genre Rymosia, est de neuf :
- †Rymosia edwardsi Cockerell, 1921
- †Rymosia ferruginea Cockerell, 1921
- †Rymosia foersteri Théobald, 1937
- †Rymosia grisea Cockerell, 1921
- †Rymosia hypnolithica Kerr, 2019
- †Rymosia longicalcar Meunier, 1904
- †Rymosia miocenica Lewis, 1969
- †Rymosia rufescens Cockerell, 1921
- †Rymosia strangulata Scudder, 1890

## Espèces
- R. acta Dziedzicki, 1910
- R. affinis Winnertz, 1863
- R. armata Lackschewitz, 1937
- R. azorensis Chandler & Ribeiro, 1995
- R. batava (Barendrecht, 1938)
- R. beaucournui Matile, 1963
- R. beckeri Shaw, 1951
- R. bifida Edwards, 1925
- R. britteni Edwards, 1925
- R. caucasia Plassmann, 1976
- R. coheri Shaw, 1951
- R. connexa Winnertz, 1863
- R. cottii Tollet, 1959
- R. coulsoni Chandler, 1994
- R. cretensis Lundstrom, 1911
- R. dietrichi Shaw, 1951
- R. faceta Sherman, 1921
- R. fasciata (Meigen, 1804)
- R. filipes Loew, 1869
- R. fosteri Chandler, 1994
- R. fraudatrix Dziedzicki, 1910
- R. frenata Dziedzicki, 1910
- R. guttata Lundstrom, 1912
- R. imitator Johannsen, 1912
- R. inflata Johannsen, 1912
- R. istrae Zaitzev, 1993
- R. lacki Edwards, 1935
- R. lauricola Chandler & Ribeiro, 1995
- R. lundstroemi Dziedzicki, 1910
- R. maderensis Stora, 1941
- R. parvicauda Van Duzee, 1928
- R. pectinata Sherman, 1921
- R. pediformis Shaw, 1951
- R. pinnata Ostroverkhova, 1979
- R. placida Winnertz, 1863
- R. plumosa Van Duzee, 1928
- R. prolixa Sherman, 1921
- R. pseudocretensis Burghele-Balacesco, 1966
- R. sagulata Plassmann, 1976
- R. santosi Chandler & Ribeiro, 1995
- R. scopulosa Becker, 1908
- R. seminigra Sherman, 1921
- R. sericea (Say, 1824)
- R. serripes Johannsen, 1912
- R. setiger Dziedzicki, 1910
- R. signatipes (van der Wulp, 1859)
- R. speyae Chandler, 1994
- R. spinicauda Van Duzee, 1928
- R. spiniforceps Matile, 1963
- R. spinipes Winnertz, 1863
- R. tenuivittata Santos Abreu, 1920
- R. thorneae Chandler, 1994
- R. tolleti Burghele-Balacesco, 1965
- R. triangularis Shaw, 1935
- R. tristis Matile, 1967
- R. virens Dziedzicki, 1910

### Publication originale
- [Johannes Winnertz 1863] (de) Johannes Winnertz, « Beitrag zu einer monographie der pilzmücken », Verhandlungen der kaiserlich-königlichen zoologisch-botanischen Gesellschaft in Wien, Vienne, Inconnu, vol. 13,‎ 1863, p. 637-964 (ISSN 1025-4749, OCLC 10663946, DOI 10.5962/BHL.TITLE.9961, lire en ligne). .